# For All Mankind (film)
For All Mankind è un documentario del 1989 diretto da Al Reinert candidato al premio Oscar al miglior documentario.